# Королёв, Владимир Анатольевич
Владимир Анатольевич Королёв (20 мая 1965, Москва, СССР) — советский футболист.

## Карьера
Воспитанник СДЮШОР «Спартак» Москва.
За свою карьеру выступал в советских командах «Спартак», ЦСКА, «Спартак» Орджоникидзе, «Красная Пресня»/«Асмарал» Москва, «Факел» Воронеж и «Арсенал» Тула.
За «Спартак» провёл один матч 4 июня 1983 года, заменив на 87 минуте Фёдора Черенкова в домашней игре чемпионата СССР с ереванским «Араратом», матч завершился победой москвичей 3:1.